# Ě
Ě (hoofdletter) of ě (kleine letter) (e-haček) is een letter die wordt gebruikt in het pinyin  (de romanisatie van het Mandarijn), in het Tsjechisch en het Slowaaks, en in het Internationaal Fonetisch Alfabet (IPA). Deze letter wordt frequent verward met de letter ĕ (e-breve).

## Pinyin
In het pinyin staat de letter voor de letter e met de derde toon (de toon die eerst daalt en dan weer stijgt).

## IPA
In het IPA staat de letter voor de letter e met een rijzende toon, van laag naar hoog.

## Unicode
In Unicode heeft Ě de code 282 ( hexadecimaal 011A) en ě de code 283 (hexadecimaal 011B).